# La datorie
La datorie este un film românesc din 1968 regizat de Ștefan Traian Roman și Nicolae Corjos. Rolurile principale au fost interpretate de actorii Peter Paulhoffer, Emil Hossu și Nicolae Praida.

## Distribuție
- Peter Paulhoffer
- Emil Hossu
- Nicolae Praida